# Club Atlético de Madrid B
Il Club Atlético de Madrid B è la squadra di calcio di riserve del Club Atlético de Madrid. Fondata nel 1963, milita nella Primera División RFEF.

## Storia
Il club fu fondato nel 1963 col nome di Reyfra Atlético Club. Nel 1970 assorbì l'Aviaco Madrileño CF (formato nel 1967 dalla fusione tra il Madrileño CF e l'AD Aviaco), si affiliò all'Atlético Madrid e cambio nome in Atlético Madrileño Club de Fútbol. Nel 1991 assunse l'attuale denominazione.
Tra il 1980 e il 1986 milita ininterrottamente in Segunda División, arrivando anche a disputare due finali di Coppa di Lega di categoria. Ne vince una nel 1983 battendo nella doppia finale il Deportivo la Coruña mentre nell'edizione del 1985, viene sconfitta dal Real Oviedo.
Dopo il 1986 la squadra ha oscillato tra questa serie e la Segunda División B. Nella stagione 1998-1999 si piazzò al 2º posto nella Segunda División, ma non poté essere promossa in Primera División a causa della regola che vieta la partecipazione congiunta allo stesso livello tra la squadra principale e quella satellite. Nella stagione successiva, invece, il team finì 17° in campionato, retrocedendo in Segunda División B; da allora è rimasto stabilmente nella 3ª divisione spagnola.

## Palmarès

### Competizioni nazionali
- Copa de la Liga Segunda División: 1

1982-1983
- Segunda División B: 1

1988-1989

### Competizioni interregionali
- Tercera Federación: 1

2021-2022 (gruppo 7)

### Altri piazzamenti
- Segunda División:

Secondo posto: 1998-1999
- Segunda División B:

Secondo posto: 2018-2019 (gruppo 1)
Terzo posto: 2019-2020 (gruppo 1)
- Copa de la Liga Segunda División:

Finalista: 1984-1985

## Organico

### Rosa 2022-2023
Aggiornata al 23 gennaio 2023.
| N. |                      | Ruolo | Calciatore        |
| -- | -------------------- | ----- | ----------------- |
| 1  | Spagna (bandiera)    | P     | Antonio Gomís     |
| 2  | Spagna (bandiera)    | D     | Sergio Díez       |
| 3  | Spagna (bandiera)    | D     | Marco Moreno      |
| 4  | Spagna (bandiera)    | D     | Fran González     |
| 5  | Spagna (bandiera)    | D     | Manu Lama         |
| 6  | Spagna (bandiera)    | C     | Mini              |
| 7  | Spagna (bandiera)    | C     | Álex Calatrava    |
| 8  | Spagna (bandiera)    | C     | Alberto Moreno    |
| 9  | Spagna (bandiera)    | A     | Dani González     |
| 10 | Spagna (bandiera)    | A     | Carlos Martín     |
| 11 | Spagna (bandiera)    | A     | Santi Miguélez    |
| 12 | Argentina (bandiera) | D     | Juan Martín Ginzo |

| N. |                   | Ruolo | Calciatore       |
| -- | ----------------- | ----- | ---------------- |
| 13 | Spagna (bandiera) | P     | Alejandro Iturbe |
| 14 | Spagna (bandiera) | D     | Joel Arumí       |
| 15 | Cipro (bandiera)  | D     | Ilias Kostis     |
| 16 | Spagna (bandiera) | A     | Javi Cueto       |
| 18 | Spagna (bandiera) | A     | Ethyan González  |
| 19 | Spagna (bandiera) | D     | Adrián Corral    |
| 20 | Spagna (bandiera) | A     | Diego Bri        |
| 21 | Spagna (bandiera) | D     | Ibra Cámara      |
| 22 | Spagna (bandiera) | P     | Samuel Rodriguez |
| 23 | Spagna (bandiera) | C     | Aitor Gismera    |
|    | Spagna (bandiera) | D     | Sergio Camus     |

Fonte: Atlético Madrid B